# Bleptina diopis
Bleptina diopis là một loài bướm đêm trong họ Noctuidae.